# Einojuhani Rautavaara

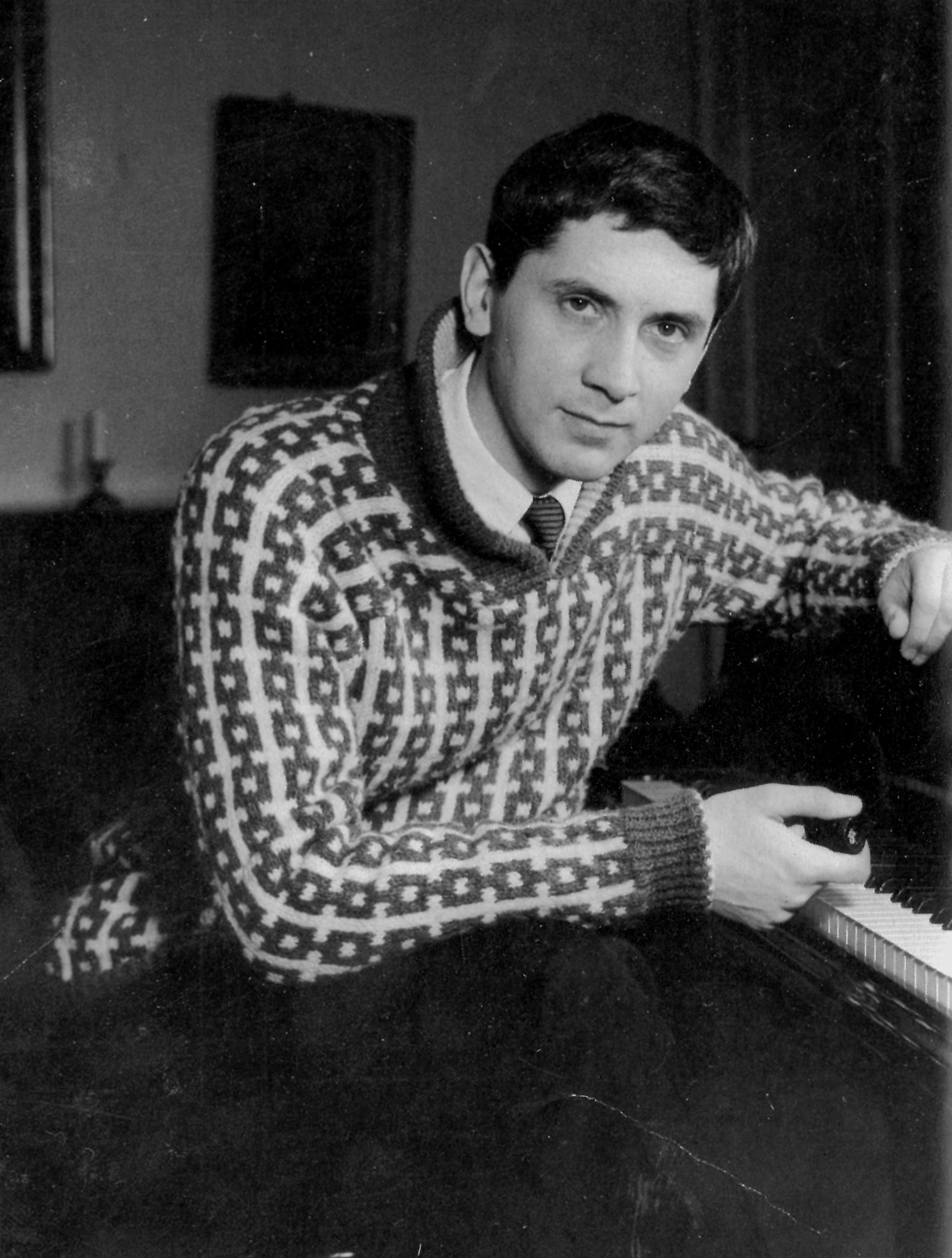
Rautavaara en 1950

Einojuhani Rautavaara (/ˈɛi̯nɔjuhɑni ˈrɑu̯tɑvɑːrɑ/ⓘ Helsinki, 9 de octubre de 1928-Ib., 27 de julio de 2016) fue un compositor finlandés de música contemporánea. Es considerado, después de Jean Sibelius, uno de los compositores más importantes y prolíficos de su país. Entre sus obras más conocidas internacionalmente figuran la Sinfonía n.º 7: Ángel de la Luz (1994) y, especialmente, Cantus Arcticus (1972) en la que junto a la orquesta introduce el canto natural de los pájaros previamente grabado en una cinta magnética.

## Biografía
Einojuhani Rautavaara nació en Helsinki y estudió en la Academia Sibelius de esta ciudad con Aarre Merikanto desde 1948 hasta 1952, antes de que Jean Sibelius lo recomendara para conseguir una beca para estudiar en la Juilliard School de Nueva York. Allí recibió lecciones de Vincent Persichetti, así como de Roger Sessions y Aaron Copland en Tanglewood. Destacó por primera vez en el plano internacional cuando ganó el Thor Johnson Contest por su composición Un Réquiem en nuestro tiempo en 1954.
Rautavaara fue profesor en la Academia Sibelius en tres etapas diferentes: como profesor no numerario (1957-1959), como profesor numerario (1966-1976) y finalmente como profesor de composición (1976-1990). También desempeñó los puestos de archivero de música de la Orquesta Filarmónica de Helsinki (1959-1961), rector del Instituto de Música Käpylä en Helsinki (1965-1966) y profesor artístico nombrado por el Consejo de las Artes de Finlandia (1971-1976). 
Sufrió una disección aórtica en enero de 2004 por la cual pasó casi medio año en cuidados intensivos, pero se recuperó y logró continuar con su trabajo. Murió en Helsinki el 27 de julio de 2016 debido a complicaciones después de una cirugía.

## Música
Rautavaara fue un compositor prolífico y ha escrito en una gran variedad de formas y estilos. Gran parte de su obra es bastante accesible y se ha probado que es ciertamente popular. Experimentó con técnicas seriales al comienzo de su carrera, pero las dejó atrás en la década de 1960 e incluso sus trabajos seriales no son claramente seriales. Su tercera sinfonía, por ejemplo, usa esas técnicas, pero suena más como a Anton Bruckner que como a compositores seriales tradicionales como Pierre Boulez. Sus últimos trabajos a menudo tienen algún elemento místico (por ejemplo, varias obras con títulos haciendo referencia a ángeles). Un sonido característico de Rautavaara podría ser un tema rapsódico de belleza austera interpretado por las cuerdas, con sonidos reiterados de una flauta, suaves campanas disonantes y quizás la sugestión de un corno pastoral.

"Con el ardor propio del arte auténtico prometía algo que parecía impensable en el ámbito de la música clásica actual: la continuidad del romanticismo en una época declaradamente antirromántica"
David Rodríguez Cerdán (El Mundo, 30 de julio de 2016) 

Sus composiciones incluyen ocho sinfonías, varios conciertos, trabajos corales (varios sin acompañamiento instrumental, incluyendo Vigilia (1971-1972)), sonatas para varios instrumentos, cuartetos de cuerda y otra música de cámara, además de varias óperas biográficas incluyendo Vincent (1986-1987, basada en la vida de Vincent Van Gogh), Aleksis Kivi (1995-1996) y Rasputin (2001-2003).

"(Sus óperas) desprenden un estilo muy personal, muy nórdico, en el que se percibe una cierta oscuridad de timbre. Algo parecido a lo que sentimos cuando escuchamos la música de Sibelius, aunque Rautavaara no estuviera directamente influenciado por él"
Tomás Marco ((El Mundo, 30 de julio de 2016) 

Algunos trabajos tienen partes para cinta magnética incluyendo Cantus Arcticus (1972, también conocido como Concierto para pájaros y orquesta) para cantos de pájaros grabados en cinta y orquesta, y Unicornio verdadero y falso (1971, segunda versión de 1974, revisada en 2001-02), cuya versión final es para tres recitadores, coro, orquesta y cinta.

"Me gustan los distintos puntos de vista, los distintos aspectos de una misma obra. Me alegra que haya interpretaciones muy diferentes que me gusten, así que en ese sentido no existe una interpretación perfecta. Por ejemplo Cantus Arcticus se ha grabado muchas, muchas veces, y la grabación de Ondine de Pommer es realmente muy buena. Me gusta mucho. Pero también hay una grabación de BIS, la compañía sueca, en la que los pájaros son realmente solistas del concierto. Están mucho más en primer plano, así que suena realmente diferente, completamente diferente en la actitud básica hacia la música. ¡Y eso también me encanta!"
Einojuhani Rautavaara (bruceduffie.com, 15 de junio de 1996) 

Sus últimos trabajos son orquestales, incluyendo Libro de visiones (2003-2005), Trilogía Manhattan (2003-2005) y Antes de los Iconos (2005) que es una versión ampliada de su anterior composición pianística Iconos. En 2005 acabó un trabajo para violín y piano llamado Paisajes perdidos encargado por la violinista Midori Goto.

"Me han acusado de misticismo en mi trabajo como compositor. A menudo he dicho que no soy la madre de mis obras sino una especie de comadrona. Me han ridiculizado mucho por eso y me han criticado mucho, pero en realidad siempre he sentido que los factores que están más allá del control racional en la composición son muy importantes. Para mí han sido especialmente importantes. Últimamente he encontrado a un gran escritor, Thomas Mann, que parece estar de acuerdo. Leí un maravilloso ensayo que escribió sobre una obra de Wagner, donde dice: "Es difícil no pensar, no creer en el tipo de voluntad metafísica de la obra; en lo que la obra quiere convertirse. La obra piensa en el creador, el compositor o escritor, sólo como un instrumento. Hay algo en esto, y me alegró mucho saber que Thomas Mann, a quien respeto mucho, parece estar de acuerdo conmigo en que hay algo más".
Einojuhani Rautavaara (bruceduffie.com, 15 de junio de 1996) 

Se han grabado muchas de las obras de Rautavaara, siendo un éxito popular y de crítica una interpretación de su séptima sinfonía, Ángel de la Luz (1995), por la Orquesta Filarmónica de Helsinki dirigida por Leif Segerstam con el sello Ondine —esta interpretación fue nominada para varios premios, incluyendo un Grammy—.

"Según Milan Kundera, la música sinfónica es un viaje por el mundo, a través de paisajes constantemente cambiantes. Puede, creo, ser también un viaje a través de la vida humana. El título de la octava sinfonía, El Viaje, también tiene una razón concreta. Uno de los motivos del lento tercer movimiento es cantado en una de mis óperas con las siguientes palabras: “Este viaje continua… ¿De quién es?, ¿De alguien que vaga desde el final del viaje?... ¿Fuera del tiempo?..."
Einojuhani Rautavaara (historiadelasinfonia.es) 

Casi todas las obras de Rautavaara han sido grabadas por el sello discográfico Ondine. Algunos de sus trabajos principales también han sido grabados por Naxos.

"Sigo componiendo. Dejé mi trabajo como profesor de composición en la Academia Sibelius en 1990, antes de mi edad de jubilación, porque sentía que ahora puedo componer lo que quiero. Después de, más o menos, 40 años de estudio técnicamente sé qué hacer y sé cómo sonará lo que escribo. Siempre he sentido que quería encontrar cosas nuevas y experimentar. Todas mis composiciones fueron de estudio y experimentación hasta, tal vez, los años 80 cuando supe qué hacer y cómo sonaría. Sentí que, antes de estar completamente senil, debía usar toda esa experiencia para componer y no para enseñar. Eso es lo que estoy haciendo".
Einojuhani Rautavaara (bruceduffie.com, 15 de junio de 1996) 

## Obra

### Ópera
- Thomas (1982–1985)
- Vincent (1986–1987)
- La Casa del Sol (Auringon talo), ópera de cámara (1989–1990)
- El Regalo de los Reyes Magos (Tietäjien lahja), ópera de cámara (1993–1994)
- Aleksis Kivi (1995–1996)
- Rasputin (2001–2003)

### Sinfonías
- Sinfonía n.º 1 (1956/1988/2003)
- Sinfonía n.º 2: Sinfonía íntima (1957/1984)
- Sinfonía n.º 3 (1961)
- Sinfonía n.º 4: Arabescata (1962)
- Sinfonía n.º 5 (1985-1986)
- Sinfonía n.º 6: Vincentiana (1992)
- Sinfonía n.º 7: Ángel de la Luz (1994)
- Sinfonía n.º 8: El viaje (1999)

### Conciertos
- Conciertos para piano:
  - Concierto para piano n.º 1 (1969)
  - Concierto para piano n.º 2 (1989)
  - Concierto para piano n.º 3: Don de los sueños (1998)
- Concierto para violonchelo:
  - Concierto para violonchelo n.º. 1 (1968)
  - Concierto para violonchelo n.º. 2 (2009)
- Concierto para flauta: Danzas con los vientos (1973)
- Concierto para órgano: Anunciaciones (1976–1977)
- Concierto para violín (1976–1977)
- Concierto para contrabajo: Ángel del crepúsculo (1980)
- Concierto para arpa (2000)
- Concierto para clarinete (2001)
- Concierto para percusión Incantations (2008)

### Otras obras orquestales
- Anadyomene: Adoración de Afrodita (1968)
- Cantus Arcticus (1972)
- Ángeles y visitaciones (1978)
- Isla de la dicha (Lintukoto) (1995)
- Jardines otoñales (1999)
- Jardín de espacios (Conjunto regular de elementos en una situación semirregular) (1971; orq. 2003)
- Libro de visiones (2003–2005)
- Trilogía Manhattan (2003–2005)
- Antes de los iconos (2005)
- Un tapiz de vida (2007)

### Coro
- Ludus verbalis, motete para coro declamatorio (1960)
- Praktisch Deutsch, motete para coro declamatorio (1969)
- Concierto para soprano, coro y orquesta: Hija del mar (Meren tytär) (1971)
- Unicornio verdadero y falso, cantata (1971/2000)
- Vigilia nocturna (Vigilia), para coro y solistas (1971–1972/1996)
- Libro de vida (Elämän kirja), suite coral (1972)
- Credo, para coro (1972)
- Misa de niños (Lapsimessu), para coro de niños y orquesta (1973)
- Suite Lorca, para coro de niños o mixto (1973)
- La novia (Morsian), canción coral (1975)
- La partida (Lähtö), canción coral (1975)
- Noche de verano (Sommarnatten), canción coral (1975)
- Canticum Mariae Virginis, para coro (1978)
- Magnificat, misa coral (1979)
- Nirvana Dharma, para coro, soprano y flauta (1979)
- La catedral (Katedralen), para coro y solistas (1982)
- Canción de nuestro tiempo, choral suite (1993)
- Die erste Elegie, canción coral (1993)
- Con alegría vamos a bailar (Och glädjen den dansar), canción coral (1993)
- En la última frontera, fantasía para coro y orquesta (1997)
- En la sombra del sauce (Halavan himmeän alla), canción coral (1998)
- Balada, para coro y orquesta (2015)

### Banda de metales
- Un réquiem en nuestro tiempo (1953)
- Una misa militar (Sotilasmessu) (1968)

### Orquesta de cuerda
- Los violinistas (Pelimannit) (1952/1972)
- Suite para cuerdas (1952)
- Divertimento (1953)
- Un epitafio para Bela Bartok (1955/1986)
- Canto I (1960)
- Canto II (1961)
- Canto III (1972)
- Canto IV (1992)
- Balada para arpa y cuerdas (1973/1981)
- Homenaje a Zoltan Kodaly (1982)
- Homenaje a Ferenc Liszt (1989)
- Un mito finlandés
- Ostrobothnian Polska

### Cámara/Instrumentos solos
- Cuartetos de cuerda:
  - Cuarteto de cuerda n.º 1 (1952)
  - Cuarteto de cuerda n.º 2 (1958)
  - Cuarteto de cuerda n.º 3 (1965)
  - Cuarteto de cuerda n.º 4 (1975)
- Octeto para instrumentos de viento (1962)
- Sonata para clarinete y piano (1969)
- Sonatas para violonchelo:
  - Sonata para violonchelo n.º 1 (1972–1973/2001)
  - Sonata para violonchelo n.º 2 (1991)
- Balada, para arpa y cuerdas (1973/1981)
- Sonata para flautas y guitarra (1975)
- Serenatas del unicornio, para guitarra (1977)
- Monólogos del unicornio, para guitarra (1980)
- Quinteto de cuerda: Cielos desconocidos (1997)
- Hymnus, para trompeta y órgano (1998)
- Paisajes perdidos, para violín y piano (2005)

### Voz sola
- Tres sonetos de Shakespeare (1951/2005)
- Fiestas sagradas (Pyhiä päiviä) (1953)
- Cinco sonetos a Orfeo (1955–56/1960)
- Die Liebenden (1958–1959/1964)
- El camino de Dios (Guds väg) (1964/2003)
- El viaje (Matka) (1977)
- Mundo ideal (Maailman uneen) (1972–1982)
- En mi jardín de los enamorados (I min älsklings trädgård) (1983–87)

### Piano
- Fiddlers (Pelimannit), Op. 1 (1952)
- Iconos, Op. 6 (1955)
- Preludios, Op. 7 (1956)
- Partita, Op. 34 (1956–8)
- Estudios, Op. 42 (1969)
- Sonatas para piano:
  - Sonata para piano n.º 1: Christus und die Fischer, Op. 50 (1969)
  - Sonata para piano n.º 2: The Fire Sermon, Op. 64 (1970)
- Narcissus (2002)